# Селиски
Селиски (укр. Селіски) — село в Устилугской городской общине Владимирского района Волынской области Украины.
Население по переписи 2001 года составляет 81 человек. Почтовый индекс — 44714. Телефонный код — 3342. Занимает площадь 2,22 км².